# Thor Heyerdahl
Thor Heyerdahl (Larvik, 6. listopada 1914. – Colla Michieri, 18. travnja 2002.), norveški etnograf, pustolov, pomorski biolog i antropolog. 
Bio je pacifist i vatreni pristaša ekologije ("zeleni"). Njegove teze bile su u svezi s kulturnom difuzijom modela razvitka kultura. Najpoznatiji je po ekspediciji "Kon-Tiki" iz 1947. godine na koju 33-godišnji Heyerdahl odlazi s grupom suradnika u Južnu Ameriku. Tamo gradi splav od balzamova drveta i drugih domorodačkih materijala. Želio je dokazati komunikaciju pretkolumbovskih civilizacija iz Polinezije i Južne Amerike. Jedini moderni uređaj koji su ponijeli na ekspediciju bio je radio. Sa sobom na splav ponijeli su samo suhu hranu, pitku vodu u 56 limenki, a kao nadopunu jelovniku, lovili su ribu. 
Putovali su 101 dan preko Pacifika, a na kraju putovanja splav imena Kon Tiki razbila se na koraljnom grebenu Raroii iz otočja Tuamotua. Heyerdahl je postigao svoj cilj, te je knjiga o ekspediciji Kon-Tiki ekspedisjonen postala bestseler, a dokumentarac Kon-Tiki o legendarnom putovanju osvojio je Oscara 1951. godine.
Napisao je i niz drugih knjiga. Teoriju o komunikaciji J. Amerike i Polinezije je temeljio na legendi Inka.
Govorio je da su preci stanovnika Uskršnjeg otoka živjeli u doba Kon Tikija, legendarnog Kralja Sunca starih Inka. Brodovima Ra i Ra 2 želio je dokazati komunikaciju Egipćana s američkim kontinentom. Ra je upio previše vode i potonuo, ali Ra 2 je ispunio svoju misiju. Danas se Ra 2 čuva u muzeju Kon Tikija u Oslu.
Brodom Tigris je želio dokazati komunikaciju civilizacija iz Mezopotamije i onih iz doline Inda. Ne uspjevši zbog rata proći kroz Sueski kanal, ogorčen javno spaljuje brod 3. travnja 1978., istodobno uputivši otvoreno pismo Kurtu Waldheimu, tadašnjem glavnom tajniku UN-a sa zahtjevom za obustavom prodaje oružja zemljama u razvoju.
Istraživao je Maldive i Indijski ocean. Dobio je 11 počasnih doktorata, a posljednju knjigu naslovio je: "U potrazi za Odinom" u kojoj razrađuje Snorrijevu tezu da su svi bogovi nordijske mitologije bili ljudi, a kasnije slavljeni kao bogovi. Jednu od saga iz Prozne Edde uzeo je kao povijesnu istinu, te je objasnio na znanstveni način.
No, zbog te knjige napali su ga filolozi, povjesničari, i gotovo cijela znanstvena zajednica.Optužen je za pseudoznanost, za temeljni nedostatak znanstvene metodologije u svojem radu i za druge stvari. Međutim, Heyerdahl nikad nije bio obični, još manje ortodoksni znanstvenik. On nije pisao za znanstvenu zajednicu, nego za široke mase. Njegov stil pisanja bio je zanimljiv i slikovit.
Umro je od tumora na mozgu u 87. godini života u mjestu Colla Michieri u Italiji.

## Rani život
Rođen 6. listopada 1914. u gradiću Larviku, na jugu Norveške, Thor Heyerdahl odrastao je u dobrostojećoj obitelji. Njegovog djeda u tom su kraju pamtili kao "čovjeka koji je donio električnu energiju", a otac mu je bio bogati bankar. No, upravo je razlika u svjetonazorima oca vjernika i majke, pristalice Darwinove teorije nastanka čovjeka, uvelike odredila njegov životni put. Budući da je, kao i mnogi drugi Norvežani, volio prirodu te je kao dječak istraživao obližnje fjordove i planine, kad je 1930. trebalo odabrati studij, upisao je biologiju i zoologiju. Na studiju je ubrzo postao nezadovoljan zbog, tvrdio je, "besplodnih akademskih rasprava i gubljenja kontakta sa stvarnim životom".
No, prije nego što je krenuo na put, mladi Heyerdahl se oženio. Na studiju je upoznao Liv Coucheron Torp i neposredno prije diplome odlučio se oženiti.
Dapače, Heyerdahl je ne samo osvojio djevojku nego ju je i zaprosio. Bračnu je ponudu još uljepšao pozivom da s njim krene na osamljen otok i u divljini provede godinu dana. Zaručnica je, zaljubljena, pristala.

## Otkrića koja su mu odredila život
Dan nakon vjenčanja, 22-godišnji Thor Heyerdahl i 20-godišnja Liv krenuli su na daleko putovanje. No, ubrzo nakon dolaska na otočić Fatu-Hiva, najudaljeniji u Markižanskom otočju, i to škunom koja je ondje plovila jednom godišnje, shvatili su da to nije raj na zemlji kakvim su ga isprva zamišljali. Mladi bračni par stanovao je u kućici od bambusa, koju su sami izgradili na čistini u džungli, nedaleko od domorodačkog sela na obali. Prehranjivali su se voćem i kokosovim orasima te ribom koju su ulovili, a druge ljude nisu viđali mjesecima.
Nakon nekog vremena uvidjeli su i lošu stranu života na otoku. Devedeset posto autohtonog stanovništva umrlo je od bolesti koje su donijeli Europljani. Na otoku su, naime, vladali encefalitis i guba. Kad je došla sezona kiša, Liv je dobila čir na nozi, a da stvar bude gora, brod koji je otočanima donosio namirnice u zamjenu za njihove proizvode, nije te godine pristao. Stoga su se domoroci počeli neprijateljski ponašati prema dvoje bijelaca.
Tražeći pomoć, Heyerdahlovi su prešli preko planine na drugu stranu otoka, gdje je živio stari kanibal, posljednji pripadnik svoga plemena, i njegova posvojena kći. Prije nego što je doplovio parobrod koji ih je vratio a civilizaciju, Heyerdahl je došao na neobičnu ideju.

## Drugi svjetski rat
Kad se vratio kući, predao je fakultetu staklenke s uzorcima otočkog bilja i riba te priopćio roditeljima da se kani baviti antropologijom. Ponuđeno mu je da proučava iskopine kanadskih Indijanaca i on je to prihvatio, maštajući cijelo vrijeme kako će se baciti na istraživanje o naseljavanju Polinezije. No, njegov je znanstveni rad prekinuo rat koji je buknuo u Europi. Nijemci su okupirali njegovu domovinu i Heyerdahl se prijavio u Armiju slobodne Norveške.
Proveo je tri ratne godine iza neprijateljskih linija, u Finskoj, a 1945. je, sad već razveden od Liv, s kojom je dobio sinove Thora mlađeg i Bjorna, odlučio ostvariti svoj san. Skupljao je arheološke i druge dokaze, proučavao sličnosti između južnoameričke i polinezijske kulture, čitao mitove i stare putopise. No, kad je mislio da je skupio dovoljno dokaza da objavi svoj rad, znanstvena ga je zajednica ismijala.  
- Tko bi mogao preploviti Pacifik na splavi - govorili su mu. Jedini način da dokaže svoju teoriju bio je - da je sam provjeri.

## Putovanje splavom preko Pacifika
Uz podršku Društva istraživača Norveške, te s opremom britanske i američke vojske (koje su htjeli ispitati opremu i namirnice za brodolomce), skupio je sredstva i sagradio 14 metara dugu splav od balze, kakvima su još do 16. stoljeća plovili Indijanci uz obale Perua.
Nakon povratka s arhipelaga Tuamotu, gdje je po njih došao jedan norveški brod, Heyerdahl je bio slavljen kao nacionalni heroj. Uz knjigu koja je postala bestseller, dokumentarni film nagrađen Oscarom te brojnim novinskim tekstovima o "hrabrom pustolovu" i "posljednjem velikom istraživaču", stasiti je Norvežanin stekao slavu i ugled u cijelom svijetu.

## Daljni projekti
Iako znanstvenu zajednicu nije do kraja uvjerio u svoje teorije, Heyerdahl sad barem nije imao problema sa skupljanjem sredstava za nastavak svojih istraživanja. A on nije dugo čekao. Počeo je istraživati goleme kamene kipove na Uskršnjim otocima i napisao knjigu o njihovu porijeklu.
Ubrzo nakon toga se i drugi put oženio, s Yvonne Dedekam-Simonsen, s kojom je pak dobio tri kćeri: Anette, Marian i Bettinu. S Yvonne, koja ga je svuda pratila, prošao je cijeli svijet. Nastavio je istraživati polinezijsku i peruansku kulturu, a zatim i kulture drugih drevnih naroda, otkrivajući u njima zajedničke elemente: predaju o bijelim precima, kamene piramide, sličnosti u jeziku...
Pritom je rado obarao dotad neprijeporne znanstve-nečinjenice: dokazao je da je Kolumbo doplovio u Ameriku nekoliko godine prije 1492., kao što se to smatralo, odredio točniju kronologiju putovanja legendarnog vikinškog moreplovca Leifa Ericssona, prvog Europljanina koji je doplovio u Novi svijet.  No, kad je utvrdio da je pronašao dokaze da su stari Egipćani svojim brodicama od trstike preplovili Atlantik i prenijeli stanovnicima Srednje Amerike znanje o gradnji piramida, javnost mu opet nije htjela vjerovati. A on je opet naumio dokazati ono što su svi smatrali nemogućim. Pritom se susreo s još većim poteškoćama, nego kad je odlučio graditi Kon Tiki: umijeće gradnje velikih brodica od trstike u Egiptu je bilo već odavno zaboravljeno, a malobrojni stari crteži nisu mu bili dovoljni da ih rekonstruira. Heyerdahl se ipak nije predavao. Vidio je da slične čamce, ali manje, grade Indijanci na jezeru Titicaca. Proučavao ih je, skicirao nacrte, u vlastitoj kadi ispitivao koliko trska može izdržati prije nego što upije vodu i potone, a kad je skupio dovoljno novca i organizirao ekspediciju - ovaj put sastavljenu od pripadnika nekoliko nacija i pod zastavom Ujedinjenih naroda - u Maroku je dao izgraditi brod Ra, sposoban preploviti Atlantik te je 1969. isplovio iz luke Safi.

## Novi splavovi
No, novo se putovanje pokazalo znatno opasnijim od onoga na Pacifiku. Trstika je brže od balze upijala vodu, ekspediciju je pratilo lošije vrijeme i kad su bili samo tjedan dana udaljeni od obala karipskog otoka Barbadosa, Ra je potonuo. Posada se spasila, a iako bi svatko drugi odustao od daljnjih pokušaja, Heyerdahl se nije predavao.
Sljedeće godine izgradio je Ra II, ovaj put vjerniji starim egipatskim crtežima i uz pomoć četiri pripadnika južnoameričkog indijanskog plemena Aymara koji su živjeli na jezeru Titicaca i još uvijek izrađivali slične brodove na način identičan njihovim precima, što se pokazalo punim pogotkom. Novim brodom za 55 dana uspio je preploviti 3200 milja od Maroka do Barbadosa.
Poslije porvratka Heyerdahl se vratio u Colla Micheri, svoj mirni dom u Italiji, s kojeg se s jedne strane pruža pogled na Korziku, a s druge na Alpe. Tu je, opet sam, jer se u međuvremenu razveo i od Yvonne, ponovno posvetio istraživanjima drevnih migracija, duboko uvjeren da su stari narodi bili mnogo bolji pomorci nego što povjesničari priznaju te da su oceani oduvijek spajali, a ne razdvajali ljude.
Tvrdio je da ne postoje tri oceana, nego jedan. Ocean je poput velike ceste koja se pruža u svim smjerovima Potkraj sedamdesetih to je ponovno naumio dokazati. U autobiografiji objavljenoj 2000. godine izjavio je da bi, budući je već prešao Atlantski i Tihi ocean, bilo logično da preplovi i Indijski.

## Jedrenjak Tigris
U studenom 1977., na jedrenjaku Tigris, izgrađenom kao i Ra od trstike - jedinog materijala za brodove u Mezopotamiji - otisnuo se rijekom Tigris prema Perzijskom zaljevu. Želio je doploviti do rijeke Ind i natrag do Egipta, kako bi dokazao povezanosti starih civilizacija Mezopotamije i Indije.
Heyerdehal je tvrdio da je i ranije plutao morima, nošen vjetrom i strujama, no ovaj put želio je pokazati da su prvi pomorci znali upravljati brodovima i da su poznavali navigaciju. Putovanje je bilo uspješno, no kad je Heyerdahl na povratku iz Indije htio ući u Crveno more, posadi i njemu zabranjen je prolaz. Vodio se krvavi rat između Etiopije i Somalije, a zaraćene strane nisu imale razumijevanja za norveškog istraživača.
Iako je završetak putovanja bio dramatičan, ekspedicija Tigris potvrdila je mogućnost da su civilizacije u Egiptu, Mezopotamiji i Indiji, koje su se pojavile u gotovo isto doba, bile povezane te da su utjecale jedna na drugu.

## Daljnji projekti i zadnji period života
Sljedećih desetak godina Heyerdahl je istraživao povijest prvih stanovnika Maldiva, a zatim se potkraj osamdesetih preselio u Peru, gdje je nastavio proučavati piramide i stare narode koji su ih gradili. Te građevine bile su ključni dokaz u njegovoj tezi da oceani spajaju ljude: morskim putevima prenosilo se sve, čak i građevinske vještine. Piramide je otkrio u mnogim dijelovima svijeta, čak i na Siciliji, a najviše ga je oduševila vijest koju je dobio 1991. da slične građevine postoje i na Kanarskim otocima.
Osim piramida, u Guimara je našao i novu ljubav. Bila je to Jacqueline Beer, Miss Francuske 1954., glumica koja je pedesetih godina nastupila u nekoliko francuskih filmova, a zatim se potkraj tog desetljeća okušala i u Hollywoodu, gdje je dobila uloge u filmovima "That Certain Feeling", "The Prize" i "Šaputanje na jastuku" te šest godina glumila u američkom televizijskom serijalu "'77 Sunset Strip". Nakon što joj je dojadio Hollywood, Jacqueline Beer se povukla u mirni kutak, na Tenerife.
Kad su mjesni intelektualci doznali da na njihov otok dolazi slavni istraživač, odlučili su ga upoznati s nekad popularnom glumicom, i ne sluteći da će se među njima roditi ljubav. Ubrzo nakon prvog susreta Heyerdahl, koji je mislio da se više nikad neće ženiti, nije mogao zamisliti život bez ljupke Francuskinje. I Jacqueline se na prvi pogled zaljubila u visokog Norvežanina, koji je i u osmom desetljeću života sačuvao privlačnost i neiscrpnu energiju.
Vjenčali su se 1991., na jednom zajedničkom putovanju u Zapadnoj Sahari, i odlučili nastaviti živjeti na Tenerifima. Heyerdahl je ondje osnovao muzej i mali istraživački centar u kojem je posljednjih desetak godina tražio nove dokaze za svoje teorije o vezama među drevnim civilizacijama, redovito putujući diljem svijeta, od Južne Amerike do azijskih stepa.
Posljednje istraživanje, na kojem je radio zajedno s norveškim i ruskim arheolozima - ono o podrijetlu Odina - prekinula je bolest, od koje je naposljetku preminuo.